# Michael Oswald von Thun-Hohenstein
Michael Oswald von Thun-Hohenstein (Děčín, 13 ottobre 1631 – Praga, 31 gennaio 1694) è stato un conte e funzionario boemo.

## Biografia
Il conte Michael Oswald nacque nel 1631, secondo figlio di Johann Sigmund von Thun-Hohenstein e di Anna Margaretha von Wolkenstein-Trostburg.

## Discendenza
Michael Oswald von Thun-Hohenstein e la prima moglie Elisabeth von Lodron ebbero:
- Eleonora Barbara (1661-1723);
- Maria Maddalena (1665-1708), sposò il conte Ferenc Joszef Serényi de Kisserény (1664-1704);[2]